# L'Œil de l'araignée
Pour plus de détails, voir Fiche technique et Distribution.
L'Œil de l'araignée (L'occhio del ragno) est un film italien réalisé par Roberto Bianchi Montero et sorti en 1971.

## Synopsis
Lors d'un braquage, Paul Valery est abandonné par ses complices et se fait arrêter. Après sa condamnation, il parvient à s'échapper, et le professeur Krüger, qui a financé l'attentat, lui vient en aide. Après avoir subi une chirurgie faciale, Paul est de nouveau sur pied et se met aux trousses de ses anciens complices, Mark et Hans Fischer, pour récupérer le butin.

## Fiche technique
- Titre français : L'Œil de l'araignée[1]
- Titre original italien : L'occhio del ragno[2]
- Réalisation : Roberto Bianchi Montero
- Scénario : Luigi Angelo, Fabio De Agostini, Aldo Crudo (it)
- Photographie : Fausto Rossi
- Montage : Rolando Salvatori
- Musique : Carlo Savina
- Producteur :Luigi Mondello
- Société de production : Luis Film
- Pays de production :  Italie
- Langue de tournage : italien
- Format : couleur par Eastmancolor - 2,35:1 - Son mono - 35 mm
- Durée : 92 min (1 h 32)
- Genre : drame, film de casse
- Dates de sortie :
  - Italie : 1er novembre 1971
  - France : 13 décembre 1972

## Distribution
- Antonio Sabàto : Paul Valery
- Klaus Kinski : Hans Fischer
- Van Johnson : Professeur Krüger
- Lucretia Love : Gloria
- Teodoro Corrà
- Goffredo Unger (sous le nom de « Fredy Unger »)
- Franco Marletta
- Brigitte Brandt
- Peri Han : Perihan
- Claudio Biava

## Style
Malgré le titre et l'imagerie de l'affiche qui laisse à penser qu'il s'agirait d'un giallo, le critique italien Roberto Curti parle du film comme d'un « film noir assez typique ».

## Exploitation
L'occhio del ragno sort dans les salles italiennes le 1er novembre 1971. À la suite de l'engouement croissant du genre poliziottesco pendant les années 1970 en Italie, les distributeurs décident de le re-sortir dans les salles en 1977 sous le titre Caso Scorpio: sterminate quelli della calibro 39. Il engrange 133 333 000 lires italiennes de recettes.